# Czyrewicze
Czyrewicze (biał. Чыравічы, ros. Чировичи) – wieś na Białorusi, w obwodzie mińskim, w rejonie mińskim, w sielsowiecie Szerszuny.
W czasach Rzeczypospolitej ziemie te leżały w województwie mińskim. Odpadły od Polski w wyniku II rozbioru. W granicach Rosji wieś należała do ujezdu wilejskiego w guberni wileńskiej. Ponownie pod polską administracją w latach 1919–1920 w okręgu wileńskim Zarządu Cywilnego Ziem Wschodnich.
Ustalona w traktacie ryskim granica polsko-radziecka przeszła tuż obok wsi zostawiając ją po stronie sowieckiej. Do 1939 Czyrewicze były miejscowością nadgraniczną bezpośrednio sąsiadującą z Polską. Mieścił się tu zastaw Czyrewicze sowieckich wojsk pogranicznych.